# Menso Alting (théologien)
Menso Alting (Eelde, 9 novembre 1541 - Emden, 7 octobre 1612) est un prédicateur réformé hollandais et un réformateur.

## Biographie
Alting est né à Eelde et grandit dans une famille catholique. Après avoir visité plusieurs écoles aux Pays-Bas et en Allemagne, il étudie la théologie à Cologne. En 1564, il est nommé vicaire de Haren. Quelques mois plus tard, il est nommé curé de Sleen. Il n'est probablement jamais allé à Sleen et Haren, utilisant plutôt les fonctions, qui ont été données par des membres influents de la famille, comme source de revenus.
En 1565, au cours de ses études, Alting rejoint la Réforme protestante. Il poursuit ses études à Heidelberg. Après ses études, il retourne à Helpen, aujourd'hui un quartier de Groningen et Sleen, cette fois pour convertir les habitants au calvinisme.
À la suite des persécutions protestantes aux Pays-Bas après la Furie iconoclaste, Alting s'enfuit en Allemagne en juillet 1567. Voyageant par Leiselheim (à Worms), Dirmstein (à Frankenthal) et Heidelberg, il atteint Emden en Frise orientale en 1575, alors qu'environ la moitié des habitants sont des réfugiés protestants des Pays-Bas ; on estime que 6000 Néerlandais se sont rendus à Emden au cours de la seconde moitié du XVIe siècle.
En octobre 1575, Alting devient prédicateur de la Grande Église d'Emden, ainsi qu'un dirigeant politique. Il succède au réformateur hollandais Albertus Risaeus, mort en 1574, et fait émerger le calvinisme à Emden. Peu de temps après qu'il soit devenu prédicateur, la comtesse Anna von Oldenburg meurt, et il dirige ses funérailles calvinistes.
Le comte Guillaume Louis, stathouder de la Frise, invite Alting à Drenthe en 1594 pour prêcher. De cette période, il reçoit son surnom, "Le Réformateur de Drenthe". Il utilise un Dolmen comme chaire pour ses sermons, qui est encore connue localement sous le nom de "The Popeless Church".
En mars 1595, Alting joue un rôle important dans une rébellion des habitants calvinistes d'Emden contre le comte luthérien de Frise orientale, Edzard II. Espérant qu'Emden rejoindrait la République néerlandaise, il soulève la population. Peu de temps après, la ville se déclare indépendante de la Frise orientale. Dans le traité de Delfzijl du 15 juillet 1595, Emden reçoit un statut semi-autonome, qu'elle conserve jusqu'en 1744.
Alting est décédé à l'âge de 70 ans à Emden.